# Chromium
Chromium är en webbläsare skapad från öppen källkod på vilken Google Chrome, Microsoft Edge och Torch är baserade. Chromium har samma funktioner som Google Chrome, bortsett från en något annorlunda logotyp, exkluderat autouppdatering, användningsspårning och integrerat Adobe Flash Player. Gränssnittet är utvecklat för att vara minimalistiskt, snabbt och mer intuitivt. Chromium 1.0 släpptes i december 2008. Versionerna till Linux och Mac OS släpptes första gången till utvecklingskanalen 4 juni 2009.

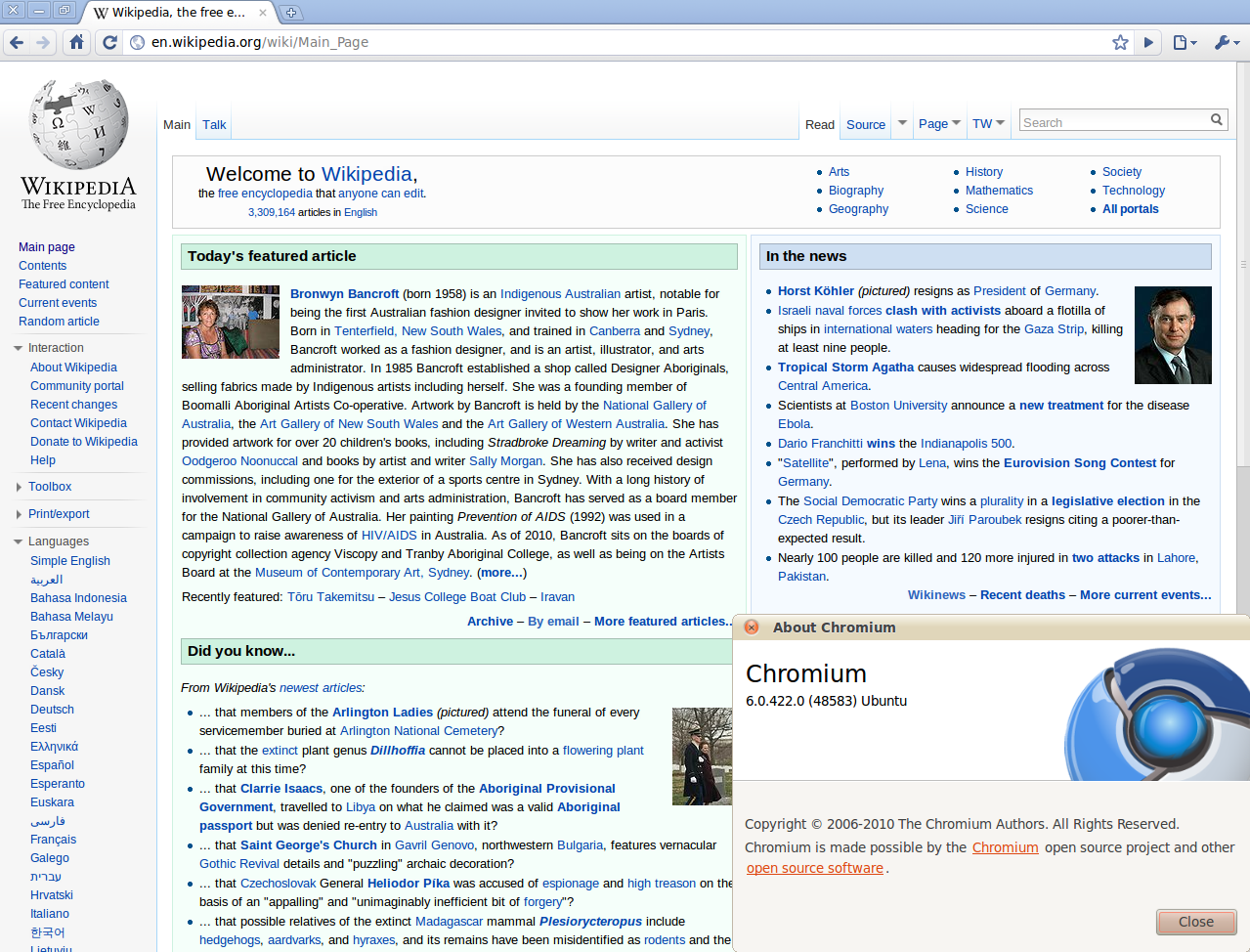
Chromium 6.0.422 webbläsare

## Se även

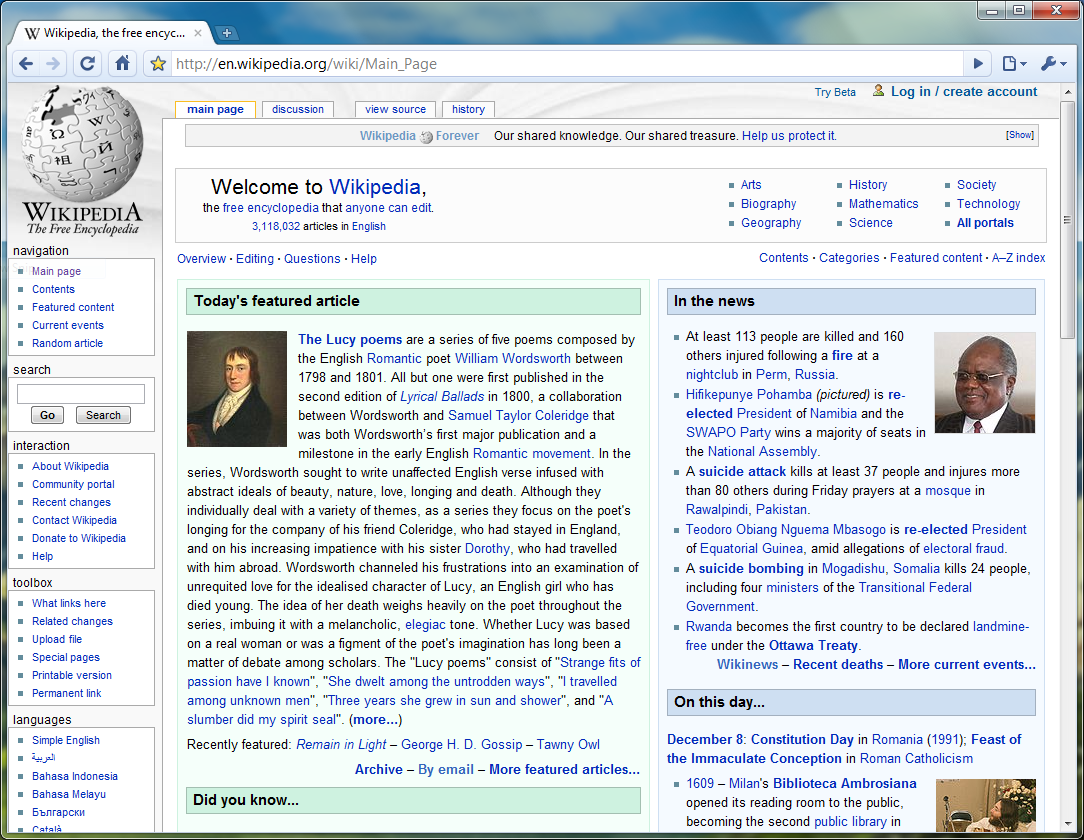
Chromium webbläsare på Windows